# Броня Чобгем

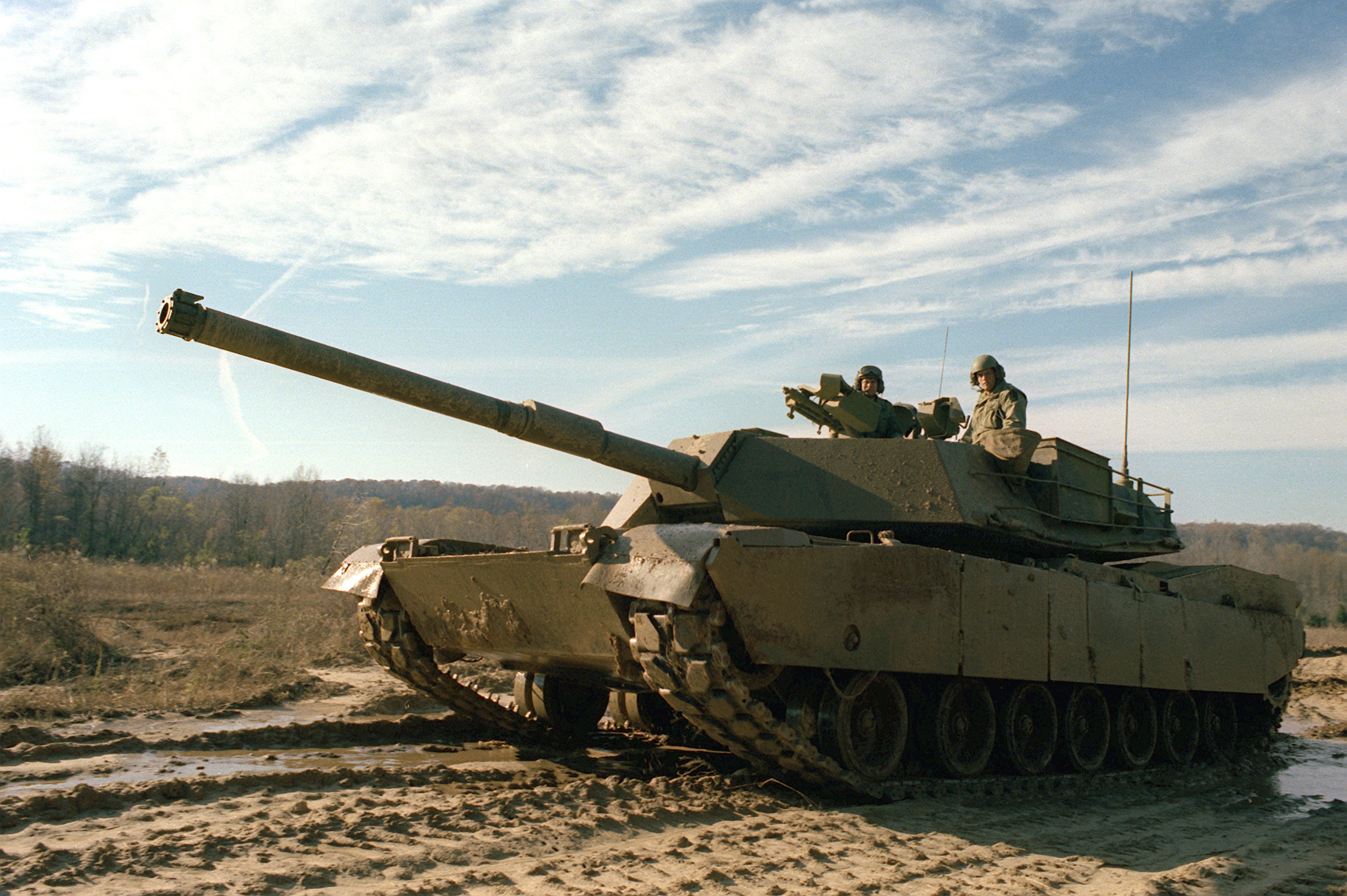
Передсерійний американський танк M1 Abrams, перший основний бойовий танк, який буде захищено бронею Чобгем

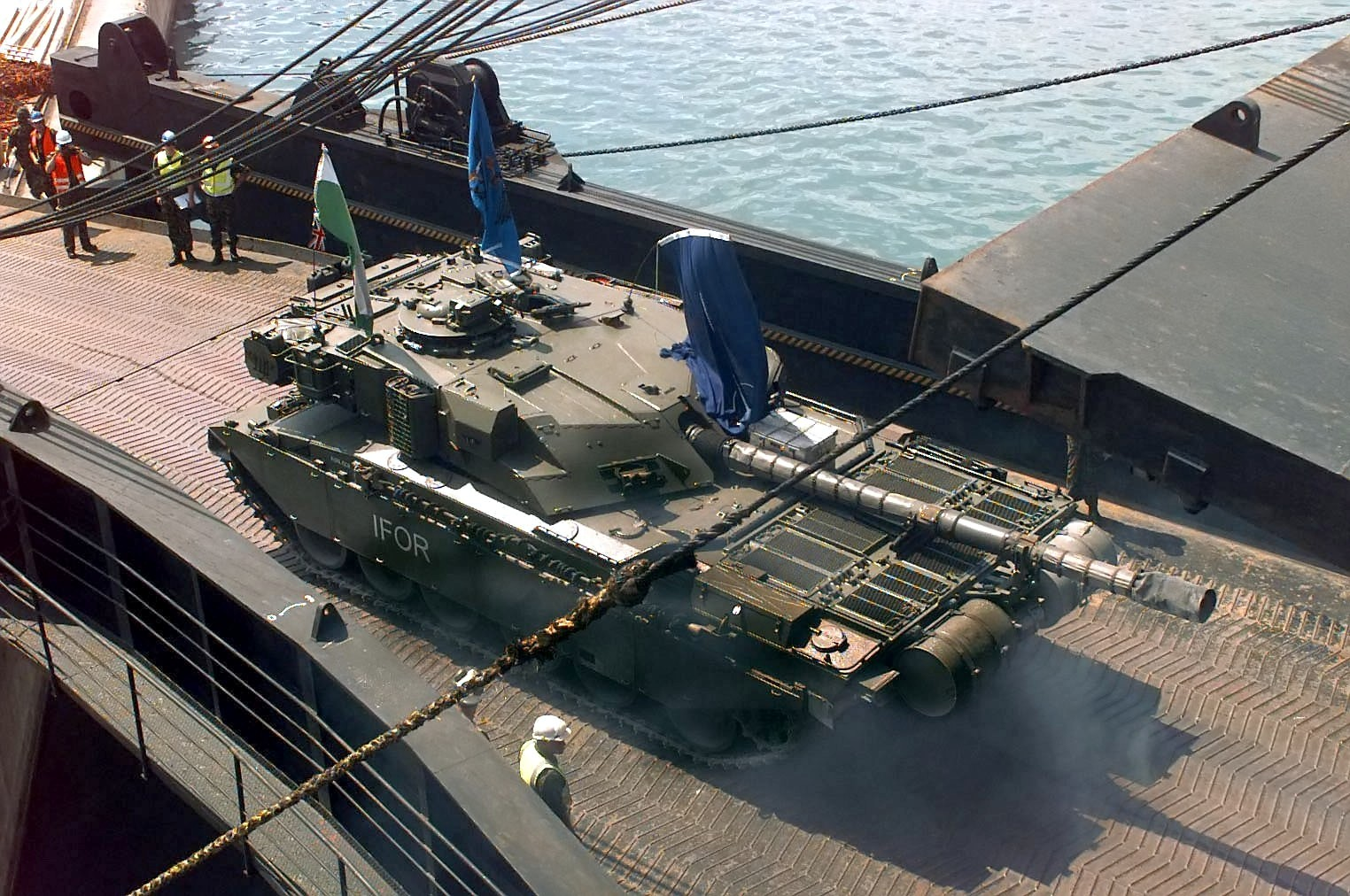
Challenger 1 британської армії став другим основним бойовим танком, на якому використали броню Чобгем

Броня Чобгем, Броня Чобем (англ. Chobham armour) — неофіційна назва композитної броні, розробленої у 1960-ті роки в британському науково-дослідному центрі Military Vehicles and Engineering Establishment у містечку Чобгем, Суррей, Англія. Відтоді назва стала загальним терміном для позначення керамічної броні для техніки. Інші назви броні Чобгем —  «Барлінгтон» та «Дорчестер».
Досі склад броні Чобгем залишається у секреті, відомо що вона складається з керамічних плиток вкладених у металеву матрицю і зв'язаних з опорною пластиною та кількох еластичних шарів. Через високу твердість використаної кераміки, броня надзвичайно стійка проти кумулятивного ефекту снарядів, таких як БКС та звичайних БОПСів. Подібна броня встановлена лише на танках M1 Abrams, Challenger 1 та Challenger 2. Вперше броня була випробувана в рамках розробки британського прототипу, FV4211, і вперше була встановлена на досерійний американський танк M1 Abrams.

## Захисні властивості
Через високу твердість кераміки яка використовується, броня надзвичайно стійка проти кумулятивного ефекту снарядів таких як БКС та звичайних БОПСів. Подрібнена кераміка також сильно абразивна. Легкі снаряди при зустрічі з твердою плиткою «розколюються зсередини» через високу швидкість, вони не проникають у броню, а руйнуються. Через крихкість кераміки вхідний канал кумулятивного заряду не такий гладкий, як при проникненні через метал, що викликає асиметричний тиск, який в свою чергу руйнує геометрію кумулятивного струменя, що сильно впливає на пробивні властивості. Нові композити, більш міцні, оптимізують цей ефект через свою пористу структуру, викликаючи «тріщини відхилення». Цей механізм — використання реактивного струменю для боротьби з ним — роботу броні Чобгем можна порівняти з динамічним захистом. Але не слід плутати цей ефект з ефектом багатошарової броні будь-якого типу: між двома броньовими пластинами знаходиться неактивний, але м'який еластичний матеріал, наприклад гума. Після влучання кумулятивного або бронебійного опереного підкаліберного снаряда пробивається перший броньовий шар і при впливі на гумовий шар відбувається деформація і розширення цього шару з деформацією передньої та задньої броньових плит. Через велику кількість перешкод які зустрічають обидва типи снарядів пробивна властивість зменшується. Крім того через вплив зустрічної сили стрижневий боєприпас може зруйнуватися, вигнутися або навіть змінити напрям руху, що також зменшує пробиття.
На сьогодні дуже мало танків захищених бронею Чобгем були підбиті у бою; визначити процент втрат танків які оснащені бронею Чобгем складно через те, що ця інформація є закритою.
Під час другої Іракської війни у 2003, танк Challenger 2 застряг у канаві під час бою у Басрі проти іракських сил. Екіпаж залишався захищеним під час багатогодинного очікування підмоги, композитна броня Чобгем 2 захищала їх від ворожого вогню, зокрема вогню з РПГ.

## Структура
Керамічні плитки мають так звану проблему «можливості багаторазового влучання» яка полягає у тому, що вони не можуть витримати послідовні удари без втрати своїх захисних властивостей. Для зменшення цього ефекту плитки роблять малими за розміром, а матричні елементи мають мінімальну практичну товщину 25 мм. Маленькі шестикутні або квадратні керамічні плитки укладені в матрицю або шляхом ізостатичного пресування їх в нагріту матрицю, або шляхом склеювання їх епоксидною смолою. З початку 90-х було відомо, що утримання плиток під постійним тиском у матриці набагато краще захищає від кінетичних снарядів, ніж склеювання.
Матриця підтримується пластиною, яка зміцнює керамічні плитки позаду і не дає деформуватися металевій матриці від кінетичних ударів. Зазвичай вага такої пластини (модуля) складає половину ваги матриці. Такий модуль кріпиться до еластичних шарів. Вони також абсорбують деяку частину енергії удару, але основне їх завдання захищати керамічну матрицю від вібрації. Можна встановити кілька таких модулів в залежності від доступного місця; таким чином броню можна використовувати як модульну, в залежності від тактичної ситуації. Товщина такого модуля складає приблизно від 5 до 6 сантиметрів. Перші модулі, так звані DOP(англ. Depth Of Penetration — глибина проникнення)-матриці, були товстіші. Така броня має кращий рівень захисту ніж звичайна сталева броня. Використання малих тонких матриць у великій кількості збільшує ефективність захисту, схоже бронювання, але з використанням шарів загартованої і м'якої сталі можна побачити на верхніх лобових деталях сучасних російських танків.
Через те, що при уражені осереддям БОПС руйнується багато керамічних плиток немає потреби використовувати у конструкції танка раціональні кути нахилу броні. Саме тому конструкція танка передбачає можливість зустрічі снаряда з бронею у перпендикулярній площині. Зазвичай керамічна броня дає кращий захист саме при перпендикулярному розташуванні ніж під кутом, через те, що руйнування поширюється по нормалі броньової плити. Тому башти танків які захищені бронею Чобгем мають не округлі, а чіткі рублені форми.
Підпорна плита відбиває енергію удару назад на керамічну плитку широким конусом. Це розсіює енергію, зменшуючи руйнування кераміки, але також розширює область пошкоджень. Розшарування, яке викликає відбита енергія, може бути частково попереджене тонким піддатливим шаром графіту, який нанесено на лицьовий бік плитки для захисту від відскоку від броньової плити.
Стиснені плитки менше страждають від ударів; у даному випадку наявність металевої плити дає керамічним плиткам також і перпендикулярне стиснення.
Відбувався поступовий розвиток у виробництві керамічної броні: керамічні плитки вразливі до ударів, тому першим кроком на зміцнення стало наклеювання їх на задню плиту; у 90-х їх міцність було збільшено шляхом стиснення їх за двома осями; і нарешті було зроблено стиснення за третьою віссю для оптимізації їх спротиву удару. Для захисту керамічного осереддя крім традиційних технологій механічної обробки і зварювання, використовують і кілька передових технологій, в тому числі спікання підвішеного матеріалу навколо осереддя; видавлювання розплавленого металу навколо осереддя та розпилення розплавленого металу на керамічну плитку.
Це все розташовується між зовнішньою і внутрішньою стінками бронекорпусу танка.

### Матеріал
Роками розроблялися нові і більш міцні композитні матеріали, вони  приблизно у п'ять разів міцніші за перші зразки кераміки. Найкращі зразки плит керамічної броні у п'ять разів міцніші за сталеві плити такої ж ваги. Зазвичай це поєднання декількох керамічних матеріалів або металевих матричних композитів до складу яких входять керамічні з'єднання з металевою матрицею. В останніх розробках використовують вуглецеві нанотрубки, що збільшує міцність. Кераміка для таких типів броні включає в себе карбід бору, карбід кремнію, оксид алюмінію (сапфір або «оксиду алюмінію»), нітрид алюмінію, борид титану та Синдит, композиції синтетичних алмазів. З них карбід бору є найтвердішим і легким, але і найдорожчим і крихким. Карбід бору використовують у виробництві керамічних пластин для захисту від дрібнокаліберних снарядів, наприклад для бронежилетів та броні гелікоптерів; перше застосування керамічної броні припадає на 60-ті роки. Карбід кремнію, який найкраще підходить для захисту від великих снарядів, використовувався лише на деяких прототипах наземної техніки, наприклад MBT-70. Кераміку можна створити холодним або гарячим штампуванням. Для видалення повітря використовують стиснення високої щільності.
Титанові сплави, які використовують у матриці, дуже дорогі у виробництві, але цьому металу надають перевагу через його легкість, міцність і спротив корозії, що є великою проблемою. Кампанія Rank заявила, що винайшла алюмінієву матрицю для використання з плитками з карбіду бора або карбіду кремнію.
Підпорна пластина може бути вироблена зі сталі, але, через те, що її основне завдання це покращення стабільності і жорсткості модуля, можливе використання алюмінію на легкій бронетхніці де потрібен захист лише від легкої протитанкової зброї. Підпорна композитна плита, яка деформується, може виконувати також і роль еластичного шару.

### Модулі з важкого металу
Броня Чобгем перших західних танків була розрахована на протидію кумулятивним зарядам, наприклад керованим ракетам, які вважали основною загрозою. У 80-ті танки почали протистояти покращеним радянським БОПС різних видів, проти яких керамічний шар був не дуже ефективним: перша керамічна броня мала опір 1 до 3 БОПС проти БКС, у той час як новітні композити мають відношення 1:10. З цієї причини багато сучасних конструкцій містять шари з важких металів для більшої щільності броні.
Запровадження нових композитних матеріалів дозволяє збільшити ширину цих металевих шарів у бронюванні корпусу: збільшуючи рівень захисту, і при цьому зменшуючи товщину. Вони, як правило, утворюють внутрішній шар, розміщений нижче набагато дорожчої матриці, для того щоб запобігати значним ушкодженням металевого шару, що лише деформується від удару бронебійного снаряду. Їх також використовують як підпорну пластину для матриці, але це включає в себе модульність і, таким чином, тактичну адаптивність системи броні. Крім того, через їх надзвичайну твердість, вони недостатньо деформуються і тому відбивають занадто велику частину енергії удару у дуже широкому конусі, у напрямку керамічної плитки, пошкоджуючи її ще більше. Метали містять сплав вольфраму який використовують у Challenger 2 або, у випадку M1A1HA (важка броня) і пізні варіанти американських танків, сплав з вмістом збідненого урану. Деякі компанії пропонують модулі з вмістом карбіду титану.
Ці металеві модулі (як правило, з використанням перпендикулярних стрижнів) мають багато отворів або прорізів які зменшують вагу на третину без погіршення захисних властивостей. Сплав зі збідненого урану танка M1 описується як «монтування у матричній броні», а одиночний модуль як «нержавіюча сталь яка оточує шар (товщина один або два дюйми) зі збідненого урану, який вплетений у дротяну сітку захисного шару».
Такі модулі встановлюють на танки які не оснащені бронею Чобгем. Комбінація композитної матриці і модулів з важких металів інколи мають неофіційну назву «Чобгем другого покоління».

## Виробництво і застосування

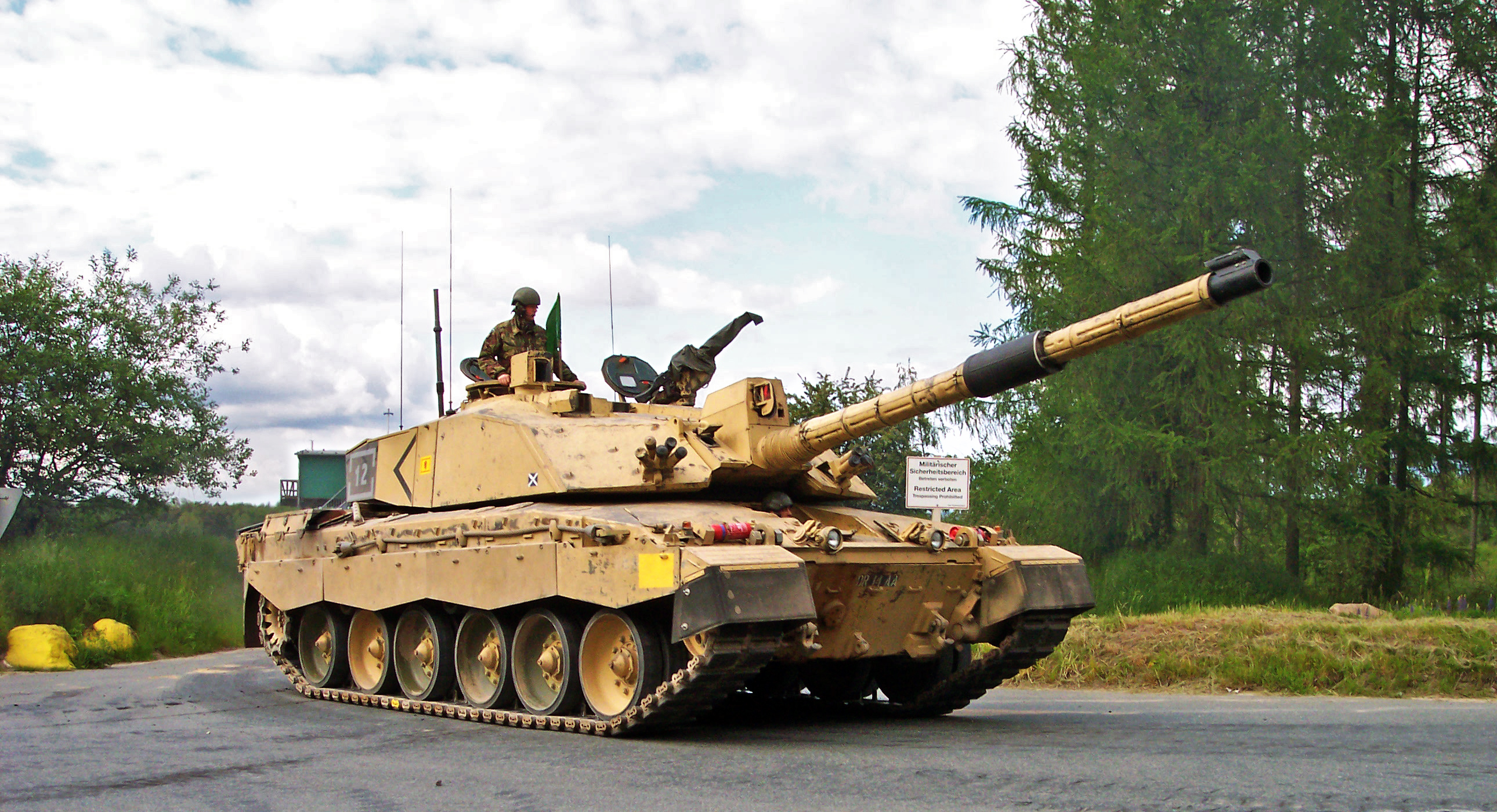
Британський Challenger 2

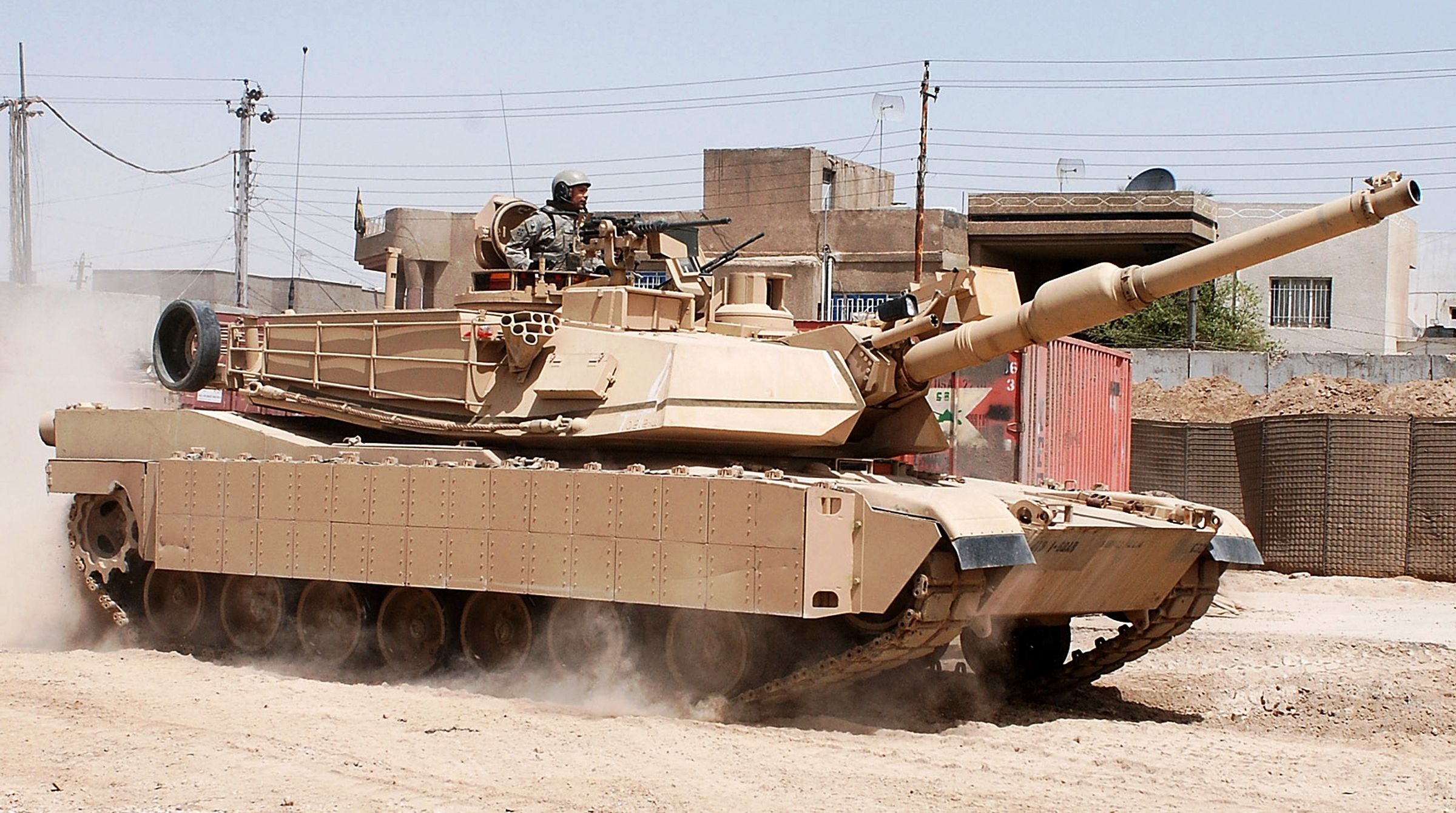
Остання модель американського M1 Abrams

Концепція керамічної броні з'явилася у 1918, коли майор Невіль Монро Гопкінс дослідним шляхом визначив, що пластина балістичної сталі має більший супротив пробиттю якщо вкрита тонким шаром (1–2 мм) керамічної емалі.
З початку шістдесятих, у США, розпочалися великі дослідницькі програми, які були спрямовані на вивчення перспектив застосування композитних керамічних матеріалів як броні для техніки. Ці дослідження загалом фокусувалися на використанні алюмінієвої матриці з композитними матеріалами, підкріпленими вусами з карбіду кремнію, виробленими у вигляді великих листів. Посилені легкі металеві листи вкладалися між сталевими листами. Таке розташування має перевагу при багаторазовому влучанні, дозволяючи основній броні вигинатися, що дає перевагу при використанні похилого бронювання. Проте, такий композит зі вмістом важкого металу був спрямований на захист від бронебійних снарядів при заданій вазі броні; він слабо захищав від атак кумулятивними снарядами і повинен був підсилюватися накладними броньовими плитами, як дослідили німецькі інженери у проекті MBT-70.
Інша технологія, яку розробляли у США базувалася на використанні скляних модулів які вставляються у основну броню; таке компонування давало кращий захист від кумулятивних зарядів, проте захист від кількох попадань був поганий. Схожу систему з використанням скла у броні наприкінці 50-х досліджували у Радянському  Союзі на танку Об'єкт 430 який був прототипом танка T-64; пізніше ці дослідження були використані у броні «Комбінація-К», де було використано поєднання кераміки з оксидом кремнію, що давало майже 50 % кращий захист проти кумулятивних і бронебійних снарядів, у порівнянні зі сталевою бронею такої ж ваги. Пізніше, з деякими поліпшеннями, ця броня використовувалася у всіх основних бойових танках Радянського Союзу. Точні дані про властивості цієї броні на Заході стали відомі після розвалу Радянського Союзу у 1991 коли російські виробники вийшли на світовий ринок і у пошуку нових покупців показали кращі сторони цієї броні; сьогодні вона зрідка згадується як броня Чобгем.

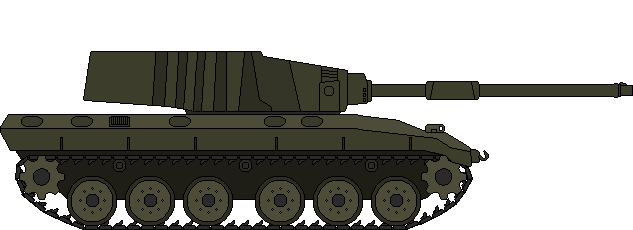
Британський ОБТ MBT-80 планувалося зробити з використанням броні Чобгем, поки перевагу не надали танку Challenger 1

На початку 1960-х у Великій Британії було розпочато розробку іншої лінії керамічної броні для покращення існуючих литих башт танка Чіфтен яка вже тоді підтвердила свою гарні захисні властивості. Дослідницьку команду очолював Гілберт Гарві з Fighting Vehicles Research and Development Establishment (FVRDE — організація з дослідження і розробки бойової техніки). Робота команди була направлена на оптимізацію керамічної композитної системи для захисту від кумулятивних снарядів. Британська система складалася з пористої матриці з керамічними плитками, які підпиралися балістичним нейлоном, який розташовувався на поверхні литої броні. У липні 1973 року американська делегація, яка вивчала нові зразки броні для прототипа XM815, після закриття проекту MBT-70, відвідала Чобгем Коммон отримавши інформацію про дослідження британців, на яке було витрачено ₤6,000,000. Перші дані про ці дослідження надходили до США у 1965 та 1968 роках. Делегація була вражена чудовим захистом від кумулятивних зарядів у поєднанні зі зменшенням впливу бронебійних снарядів. Дослідницька балістична лабораторія на Абердинському полігоні у тому ж році ініціювала розробку власної версії броні під назвою Burlington. Вона повинна була б бути більш технологічною у виробництві з можливістю використання більш тонкої основної сталевої броні. Зростаюча загроза від нового покоління радянських керованих ракет з кумулятивними боєголовками, що продемонструвала війна Судного дня у жовтні 1973 року, коли навіть старіші ракети наносили значні втрати у танках ізраїльтянам, зробили броню Burlington кращим вибором для бронювання прототипу XM1 (перейменований XM815).
Проте, підписання Меморандуму про порозуміння 11 грудня 1974 року між ФРН та США про подальше майбутнє виробництво основного бойового танку, зробило використання броні Чобгем залежним лише від вибору типу танка. На початку 1974 року американці попрохали німців переробити існуючі прототипи танка Leopard 2, вважаючи його бронювання занадто легким, і запропонували для цього перероблену броню Burlington, про яку німців вже повідомляли у березні 1970 року. У відповідь, німці у 1974 році ініціювали нову програму з розробки бронювання. Вони вже мали розроблену систему бронювання, яка на їх думку давала задовільний захист від кумулятивних зарядів, яка складалася з багатопластинчатої модульної броні, де проміжки між модулями заповнювалися керамічним пінополістеролом. Ця система була застосована на танку Leopard 1A3. Вони приділили багато уваги захисту від кумулятивних снарядів, переробивши систему на модульну броню з протикумулятивними екранами. Було досліджено версію з додаванням броні Burlington, з додаванням кераміки у різних місцях, але цей варіант було відкинуто через ріст ваги танка до 60 тон.. Літом 1974 року армія США постала перед вибором між німецькою бронею і бронею Burlington. Рішення ускладнювалося тим, що броня Burlington у порівнянні зі сталевою бронею не мала переваг у захисті від бронебійних снарядів. Загальна броньова система еквівалентна 350 мм катаної гомогенної броні (на противагу 700 мм проти кумулятивних снарядів). Згоди так і не дійшли. Генерал Крейтон Абрамс особисто надав перевагу броні Burlington. Зрештою, кожна армія зупинилася на власному проекті основного танка. Проект по створенню загального танка була закрито у 1976 році. У лютому 1978 року перші танки з бронею Burlington вийшли з заводських воріт. Це були перші 11 танків M1 які були передані компанією Chrysler Corporation американській армії.
Окрім державних проектів, протягом 70-х існувало виробництво керамічної броні різних типів приватними компаніями, такими як броня Noroc від  Protective Products, підрозділу компанії Norton Company, яка складалася з листів карбіду бору, які підтримувалися просмоленою склотканиною.

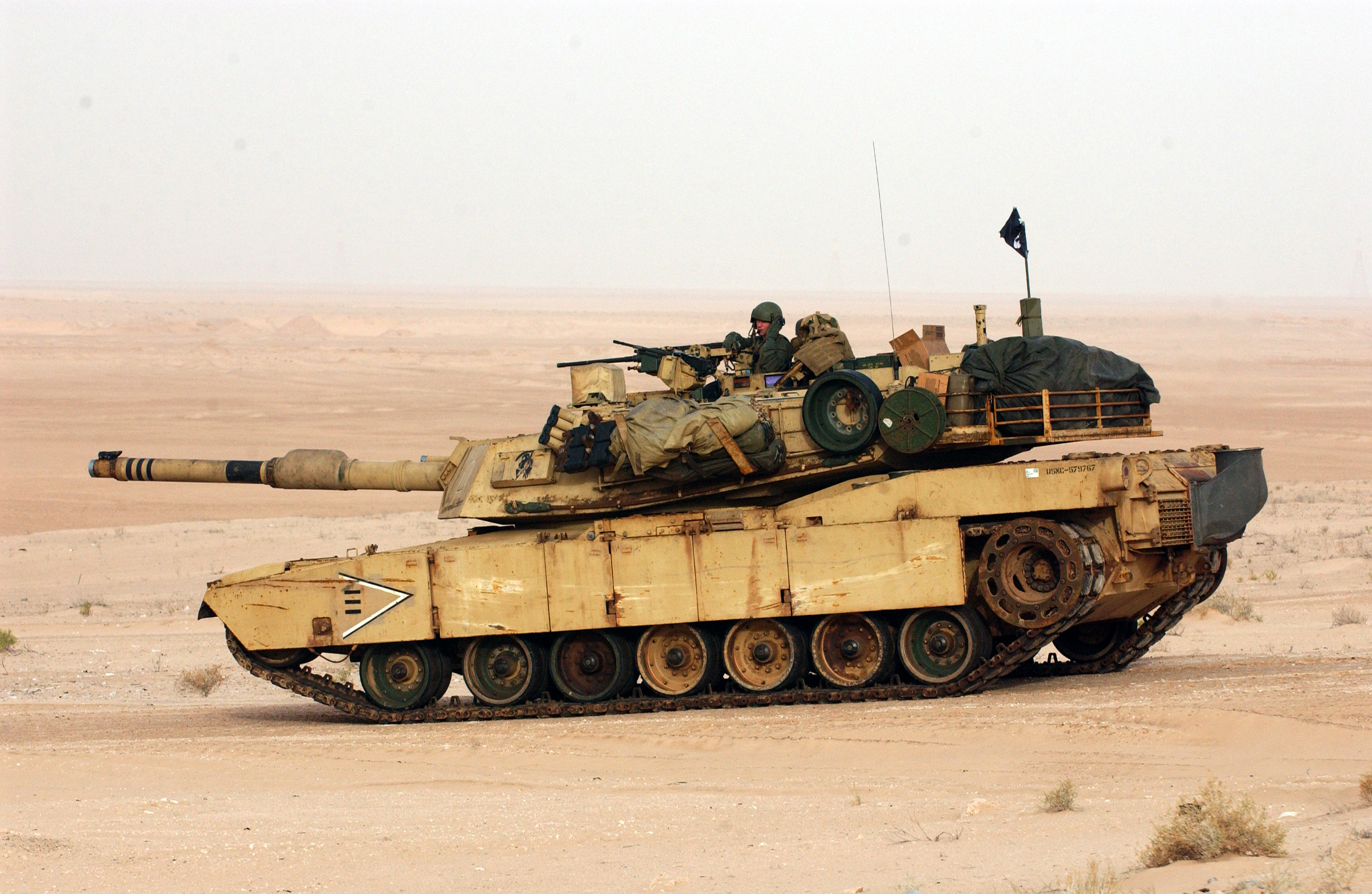
Танк M1A1 корпусу морської піхоти США на вогневій позиції під час тренувань у Іраку, 2003. Це сучасний ОБТ який використовує броню Чобгем

Застосування броні Чобгем у Британії гальмувалося через кілька невдалих проектів танків: першим був спільний німецько-британський проект основного бойового танка, а потім суцільно британської програми MBT-80. Першу вказівку на підготовку технології броні Чобгем для застосування було віддано у 1969 році. Дослідженнями використання броні Чобгем для захисту БМП, було доведено, що при використанні лише броні Чобгем для захисту найбільш вразливих фронтальних і бокових секторів (thus without an underlying steel main armour) може полегшити на 10 % вагу при такому ж рівні захисту від кумулятивних боєприпасів, але для зменшення вартості було вирішено використати у перших конструкціях за основу танк Чіфтен. Прототип, FV 4211 або «Алюмінієвий Чіфтен», був оснащений зварною алюмінієвою надбудованою бронею, яка представляла собою ящик у передній частині корпусу і передній та боковій сторонах башти які утримували керамічні модулі, де внутрішня стінка товщиною 50 мм через свою м'якість слугувала підпорною пластиною. Додаткова вага алюмінію обмежувалася 2 тонами і вона була схильна до розтріскування після першого удару. Було замовлено 10 машин, проте було випущено лише одну до закриття проекту на користь більш сучасних програм. Однак, Іранський уряд замовив 1225 оновлених машин типу Чіфтен, Shir-2 (FV 4030/3), яка використовувала ту ж саму технологію додаткової броні Чобгем на основній литій броні, що збільшило вагу танка до 62 метричних тонн. У лютому 1979 року через Іранську революцію замовлення було відмовлено. Британський уряд, через потребу модернізувати свій танковий парк, щоб підтримати якісну перевагу над радянськими танковими військами, ухвалив рішення розпочати виробництво танка, який дуже схожий за конструкцією на Shir-2, і який отримав назву Challenger 1. 12 квітня 1983 року перший британський танк з бронею Чобгем було передано полку Королівських Гусарів.
У Франції з 1966 року GIAT Industries розпочали експерименти націлені на виробництво керамічної броні для легкої техніки. У 1970 році результатом стала система CERALU, яка містила алюмінієву підтримуючи пластину, яка дає на 50 % кращий балістичний захист ніж така сама сталева пластина. Пізніше, покращена версія була використана на гелікоптерах.
На Challenger 2  (має назву броня Дорчестер) та (хоча композиція скоріш за все відрізняється) M1 Abrams використано останню версію броні Чобгем, яка за офіційними джерелами захищена плитками з карбіду кремнію. З урахуванням публічно заявленого рівня захисту для ранніх моделей M1: еквівалент 350 мм сталевої броні для захисту від бронебійних снарядів (БОПС), можливо укріплена плитами з оксиду алюмінію.
Не дивлячись на постійні заяви про використання броні Чобгем у конструкції танка Leopard 2 вона там не використовується. Його броня складається з екранованої броні, більш дешевої у виробництві. Яка простіша у обслуговуванні і заміні ніж системи з керамічною бронею. У багатьох сучасних танків, наприклад італійський Ariete, не відомо які типи броні вони використовують. Це була основна тенденція у 80-ті роки, розвиток від керамічної броні до екранованої. Але багато танків з 70-х такі як Leopard 1A3 та A4, французькі прототипи AMX 32 та AMX 40 використовують останні системи. Танк Leclerc має покращену версію.

## Використання у аерокосмічній галузі
Спочатку керамічні плити почали використовувати у аерокосмічній галузі. У 1965році гелікоптер UH-1 Huey був покращений плитами HFC (Hard-Faced-Composite) навколо сидінь першого і другого пілотів, захищаючи їх від вогню стрілецької зброї. Плитки були з карбіду бора, який, не зважаючи на високу вартість, через свою легкість залишився матеріалом який використовують у аерокосмічній галузі. Прикладом може бути V-22 Osprey який має такий захист.